# Rodniki (obwód królewiecki)
Rodniki (ros. Poдники, niem. Preußisch Arnau) – osiedle typu wiejskiego w obwodzie królewieckim Federacji Rosyjskiej, w rejonie gurjewskim. Do 1945 nazwa niem. Preussisch Arnau.
Wieś położona 10 km na wschód od centrum Królewca, na północ od drogi krajowej A-229.
Dawny folwark, w latach 1826–1856 własność Theodora von Schön, który z nowonabytego dworu uczynił ośrodek życia kulturalnego i politycznego. Jego gościem był m.in. śląski poeta romantyczny Joseph von Eichendorff. Tu z jego inicjatywy powstało 1842 Centralne Wschodniopruskie Towarzystwo Rolne (niem. Ostpreussische Landwirtschaftliche Centralverein). Dwór jest skromną klasycytyczną parterową budowlą z piętrowym ryzalitem pośrodku od strony północnej. Na piętrze zachowany dawny pokój gościnny. Przetrwały też pozostałości zabudowań folwarcznych. W odległości 1 km, we wsi kościelnej Arnau, von Schön założył park angielski na dawnym wzgórzu zamkowym nad Pregołą. Na cmentarzu parafialnym znajduje się jego nagrobek.
Po 1945 na terenie majątku zlokalizowano kołchoz Rodniki.
Szerzeniem wiedzy na temat obu miejscowości i Theodora von Schöna oraz opieką nad zabytkami zajmuje się niemiecka organizacja społeczna Kuratorium Arnau, założona w 1992.
Od 2003 r. w skład Rodników wchodzi osada Marjino, na terenie której znajduje się gotycki kościół św. Katarzyny (obecnie jest to cerkiew prawosławna) oraz żeński monaster.